# Unione Sportiva Foggia 1983-1984
Questa voce raccoglie le informazioni riguardanti l'Unione Sportiva Foggia nelle competizioni ufficiali della stagione 1983-1984.

## Rosa
| N. |                   | Ruolo | Calciatore           |
| -- | ----------------- | ----- | -------------------- |
| -  | Italia (bandiera) | C     | Alessandro Antonelli |
| -  | Italia (bandiera) | P     | Vincenzo Bacio       |
| -  | Italia (bandiera) | D     | Roberto Biffi        |
| -  | Italia (bandiera) | A     | Antonio Bordon       |
|    | Italia (bandiera) | A     | Giovanni Bruzzone    |
| -  | Italia (bandiera) |       | Chiarella            |
| -  | Italia (bandiera) | D     | Giovanni Colasante   |
| -  | Italia (bandiera) | D     | Giovanni Cozza       |
| -  | Italia (bandiera) | A     | Claudio Desolati     |
| -  | Italia (bandiera) |       | Fabiano              |
| -  | Italia (bandiera) | C     | Giovanni Francavilla |
| -  | Italia (bandiera) | C     | Vincenzo Iannucci    |
| -  | Italia (bandiera) | P     | Vincenzo Laveneziana |

| N. |                   | Ruolo | Calciatore          |
| -- | ----------------- | ----- | ------------------- |
| -  | Italia (bandiera) | C     | Fedele Limone       |
| -  | Italia (bandiera) | D     | Paolo List          |
| -  | Italia (bandiera) |       | Micillo             |
| -  | Italia (bandiera) | D     | Vito Petruzzelli    |
| -  | Italia (bandiera) | A     | Giovanni Roccotelli |
| -  | Italia (bandiera) | C     | Delio Rossi         |
| -  | Italia (bandiera) | D     | Tiziano Rota        |
| -  | Italia (bandiera) |       | Sante               |
| -  | Italia (bandiera) | A     | Massimo Scalingi    |
| -  | Italia (bandiera) | C     | Vincenzo Tavarilli  |
| -  | Italia (bandiera) | D     | Francesco Tolasi    |
| -  | Italia (bandiera) | C     | Antonio Tormen      |
| -  | Italia (bandiera) | C     | Pellegrino Valente  |

## Risultati

### Serie C1

#### Girone di andata
| 18 settembre 1983 1ª giornata | Benevento | 2 – 1 | Foggia |  |

| 25 settembre 1983 2ª giornata | Foggia | 1 – 1 | Ternana |  |

| 2 ottobre 1983 3ª giornata | Akragas | 1 – 0 | Foggia |  |

| 9 ottobre 1983 4ª giornata | Foggia | 1 – 0 | Barletta |  |

| 16 ottobre 1983 5ª giornata | Messina | 0 – 0 | Foggia |  |

| 23 ottobre 1983 6ª giornata | Foggia | 3 – 2 | Salernitana |  |

| 30 ottobre 1983 7ª giornata | Foggia | 1 – 0 | Foligno |  |

| 6 novembre 1983 8ª giornata | Francavilla | 1 – 1 | Foggia |  |

| 13 novembre 1983 9ª giornata | Foggia | 1 – 1 | Taranto |  |

| 20 novembre 1983 10ª giornata | Bari | 2 – 0 | Foggia |  |

| 27 novembre 1983 11ª giornata | Foggia | 1 – 0 | Civitanovese |  |

| 4 dicembre 1983 12ª giornata | Virtus Casarano | 1 – 1 | Foggia |  |

| 11 dicembre 1983 13ª giornata | Foggia | 4 – 0 | Rende |  |

| 18 dicembre 1983 14ª giornata | Siena | 0 – 0 | Foggia |  |

| 8 gennaio 1983 15ª giornata | Foggia | 1 – 0 | Campania |  |

| 15 gennaio 1983 16ª giornata | Foggia | 0 – 0 | Cosenza |  |

| 22 gennaio 1983 17ª giornata | Casertana | 2 – 0 | Foggia |  |

#### Girone di ritorno
| 29 gennaio 1984 18ª giornata | Foggia | 1 – 1 | Benevento |  |

| 5 febbraio 1984 19ª giornata | Ternana | 2 – 2 | Foggia |  |

| 12 febbraio 1984 20ª giornata | Foggia | 1 – 0 | Akragas |  |

| 19 febbraio 1984 21ª giornata | Barletta | 2 – 0 | Foggia |  |

| 26 febbraio 1984 22ª giornata | Foggia | 3 – 0 | Messina |  |

| 4 marzo 1984 23ª giornata | Salernitana | 1 – 0 | Foggia |  |

| 11 marzo 1984 24ª giornata | Foligno | 3 – 2 | Foggia |  |

| 18 marzo 1984 25ª giornata | Foggia | 0 – 0 | Francavilla |  |

| 1º aprile 1984 26ª giornata | Taranto | 1 – 0 | Foggia |  |

| 8 aprile 1984 27ª giornata | Foggia | 0 – 1 | Bari |  |

| 15 aprile 1984 28ª giornata | Civitanovese | 1 – 1 | Foggia |  |

| 29 aprile 1984 29ª giornata | Foggia | 0 – 0 | Casarano |  |

| 6 maggio 1984 30ª giornata | Rende | 1 – 2 | Foggia |  |

| 13 maggio 1984 31ª giornata | Foggia | 0 – 0 | Siena |  |

| 20 maggio 1984 32ª giornata | Campania | 3 – 0 | Foggia |  |

| 27 maggio 1984 33ª giornata | Cosenza | 0 – 0 | Foggia |  |

| 3 giugno 1984 34ª giornata | Foggia | 1 – 1 | Casertana |  |